# Anton Iwanow
Anton Iwanow (ur. 12 marca 1994) – rosyjski piłkarz, grający jako obrońca.
Wychowanek klubu Dinamo Moskwa. W sezonie 2015/16 grał dla Dinamo Petersburg, występującego wówczas w Drugiej Dywizji. Jesienią 2016 wrócił do Moskwy, jednak był tylko zawodnikiem rezerw. Na początku 2017 r. przeszedł do drużyny Afips Afipskij grającej w Drugiej Dywizji, grupie południowej.